# جشنواره شب‌های سفید

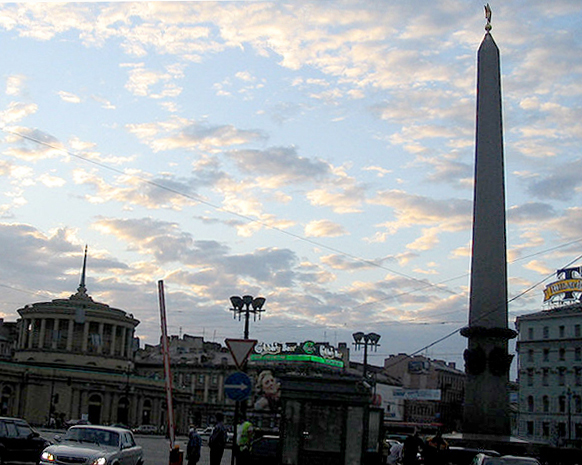
پلوشاد وُستانیا در سن پترزبورگ، ۲۸ ژوئن ۲۰۰۶، ساعت ۱۱ شب، که میزان نور خورشید موجود در شب‌های سفید را نشان می‌دهد.

جشنواره شب‌های سفید، یک جشنواره تابستانی سالانه در سنت پترزبورگ است که به دلیل موقعیت مکانی آن در نزدیکی مدار قطب شمال، به پدیده گرگ و میش نیمه‌شب اختصاص دارد: هر ساله، از حدود ۲۲ آوریل تا ۲۱ آگوست، آسمان شب فقط به گرگ و میش می‌رسد و هرگز به تاریکی کامل نمی‌رسد. این جشنواره شامل کنسرت‌هایی از نوازندگان و اجراکنندگان ژانرهای مختلف است. هنرمندان بین‌المللی به عنوان نوازندگان اصلی در این جشنواره اجرا می‌کنند.
در سال ۲۰۲۰، این جشنواره به دلیل دنیاگیری کووید-۱۹ لغو شد. این جشنواره به صورت آنلاین برگزار شد.

## نکات برجسته جشنواره شب‌های سفید

### باله کلاسیک، اپرا، موسیقی در جشنواره شب‌های سفید
«ستارگان شب‌های سفید» (جشنواره موسیقی «ستارگان شب‌های سفید») مجموعه‌ای از اجراهای باله کلاسیک، اپرا و ارکسترال در تئاتر مارینسکی و تالار کنسرت مارینسکی است که به عنوان بخش اساسی جشنواره شب‌های سفید در سن پترزبورگ برگزار می‌شود. مدیر هنری این جشنواره والری گرگیف است.
جشنواره «ستارگان شب‌های سفید» در ابتدا توسط اولین شهردار سن پترزبورگ، آناتولی سوبچاک، آغاز شد و از سال ۱۹۹۳ سالانه برگزار می‌شود. برخی از ستارگانی که در اینجا اجرا داشتند عبارتند از  پلاسیدو دومینگو، اولگا بورودینا، آلفرد برندل، آنا نتربکو، کارلو ماریا جولینی، یوری تمیرکانوف، گیدون کرمر، اسا-پکا سالونن، الکساندر تورادزه، دبورا ویگت، جیمز کانلون و بسیاری دیگر از نوازندگان کلاسیک.

### موسیقی پاپ
این جشنواره شامل کنسرت‌هایی از نوازندگان موسیقی محبوب از اروپای شرقی، آسیا و سایر کشورهای جهان و همچنین یک مسابقه بین‌المللی برای خوانندگان جوان خواهد بود. در طول سال‌ها، چهره‌های اصلی جشنواره موسیقی پاپ عبارت بودند از کریس نورمن، بانی تایلر، دیپ پرپل، لول ۴۲، اسکورپیونز، پاتریشیا کاس، اروس رامازوتی، آناستازیا، سیل، جیسون درولو، سوتلانا لوبودا، آ-استودیو، ورا برژنوا، سرگئی لازارف، و در سال ۲۰۱۹ نیز مراسم بزرگداشتی برای ۵۰ سال فعالیت حرفه‌ای آلا پوگاچوا برگزار شد.

### جشن بادبان‌های سرخ
جشن بادبان‌های سرخ در سن پترزبورگ یک رویداد عمومی در طول شب‌های سفید است که در زبان روسی با نام جشن "Alye Parusa" شناخته می‌شود. این رویداد به خاطر آتش‌بازی‌های تماشایی و نمایش عظیم جشن پایان سال تحصیلی بسیار محبوب است: جشن "بادبان‌های سرخ" در سن پترزبورگ
محبوبیت کتاب و سنت پس از انتشار فیلمی با عنوان "آلیه پاروسا" (به انگلیسی " بادبان‌های سرخ ")، با بازی آناستازیا ورتینسکایا و واسیلی لانووی در سال ۱۹۶۱، افزایش یافت.

### کارناوال‌های شب‌های سفید
در طول جشنواره شب‌های سفید در سن پترزبورگ، مجموعه‌ای از کارناوال‌ها برگزار می‌شود.

### اجراهای ستاره‌ای در میدان کاخ

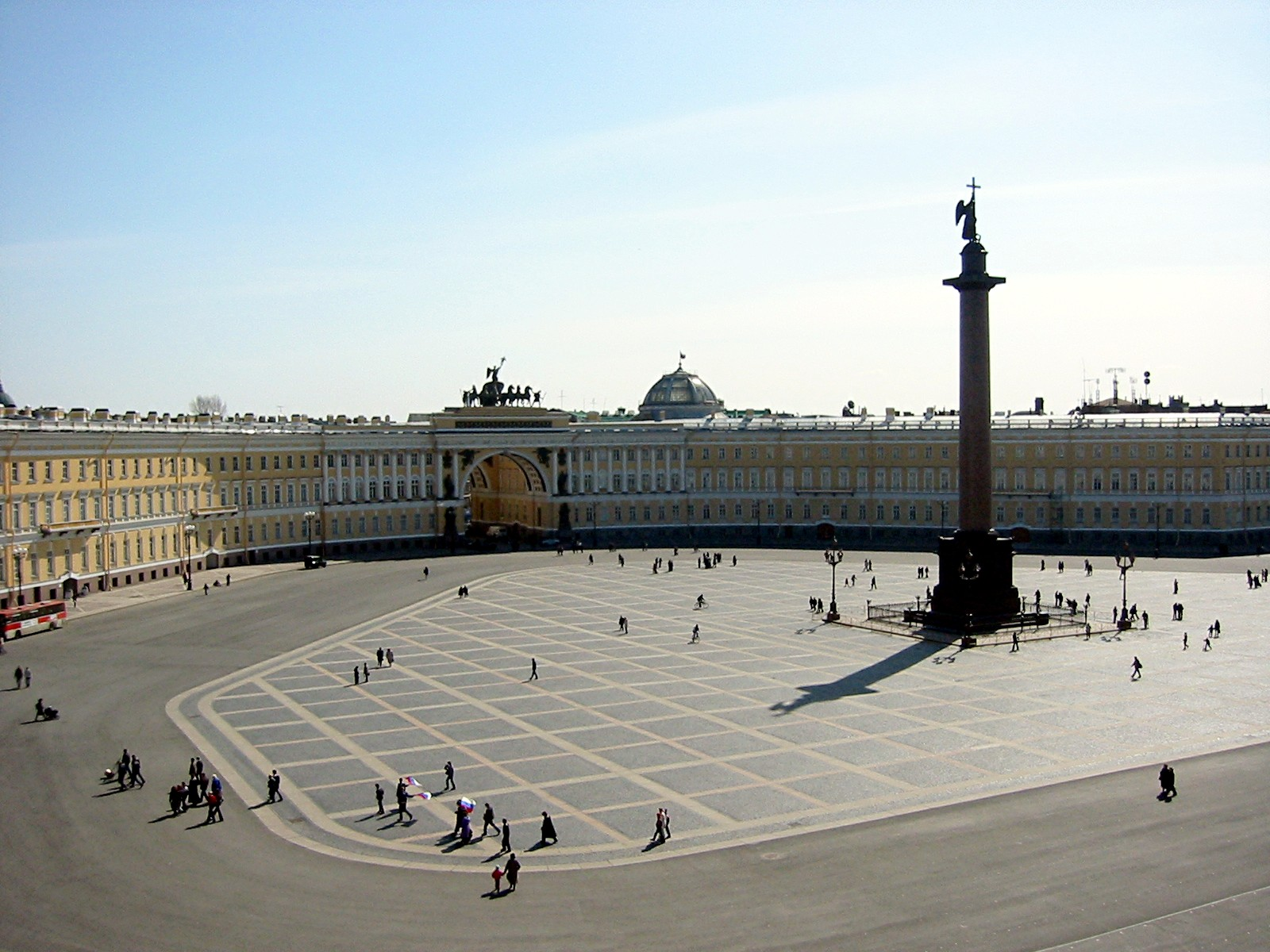
میدان کاخ با نمای ستون الکساندر از کاخ زمستانی

هر تابستان در سن پترزبورگ ، میدان کاخ به صحنه‌ای برای ستاره‌های بین‌المللی موسیقی پاپ تبدیل می‌شود.

### ماراتن
از سال ۱۹۹۰ تا ۲۰۱۹ و از سرگیری آن در سال ۲۰۲۴، این جشنواره شامل ماراتن بین‌المللی شب‌های سفید و دوی ۱۰ کیلومتری در خیابان‌های سنت پترزبورگ بوده است. هر ساله بیش از ۵۰۰۰ دونده در آن شرکت می‌کنند. این رویداد ورزشی با استقبال گستردهٔ ورزشکاران حرفه‌ای و آماتور از سراسر جهان همراه است و در کنار رقابت، فضایی فرهنگی و جشن‌محور ایجاد می‌کند که با نور شب‌های سفید و موسیقی خیابانی، حال‌وهوای منحصربه‌فردی به شهر می‌بخشد.

## جشنواره شب‌های سفید در رسانه‌ها
چندین جشنواره فیلم در زمان جشنواره شب‌های سفید برگزار می‌شود.

### عکس‌ها و ویدیوها
- جشن «بادبان‌های سرخ»: جشن «بادبان‌های سرخ» در سن پترزبورگ